# 통일호
통일호(統一號)는 1955년 8월 15일부터 2004년 3월 31일까지 대한민국 철도청이 운행했던 열차의 등급 이름이다.

## 개요
1977년 열차명칭 통합으로 특급열차라는 등급으로 운행되다가 1984년 1월 1일 열차등급개정을 기해 1982년에 폐지된 '보급'열차와의 기능을 통합하여 통일호로 개칭되었다. 운행당시부터 1999년 6월 1일에 열차시간표개정이 될때까지는 현재의 무궁화호 수준의 정차역과 소요시간을 가진 급행열차였으나, 비둘기호의 폐지로 그 역할을 승계받아 점차 완행열차 등급으로 격하되어 2004년 3월 31일부로 퇴역하고 CDC 동차에 한해 통근열차라는 등급으로 존치하여 2004년까지 운용 중이다.
대표색상은 녹색이며 보조색상은 노란색이다. 대표색상인 녹색은 1977년 특급 신설당시부터 현재까지 모든 분야에 공통적으로 통용되고 있으며, 보조색상인 노란색은 차량 도색에서만 볼 수 있다.
코레일에서 2004년 이후에도 운행할 계획이 있었는지 오른쪽 사진의 초록색 부분을 노란색으로 위쪽 하얀색 부분의 1 분의 3을 파란색 도색으로 할 도색변경표가 있었다.
1961년부터 도입되어 비둘기호로 운행되어왔던 통근형 디젤 액압 동차 중 일부 편성이 통일호로 격상되었으며, 이후 무궁화호로 운행되어왔던 우등형 전기 동차가 통일호로 격하되었었는데, 모두 1990년대~2000년대 초반에 폐차되었다. 1996년에 운행을 시작한 통근형 디젤 동차가 일부를 대체 했었다.
본래 통일호 객차는 냉난방 시설이 없었고, 발전 방식도 발전차에 의한 발전이 아닌, 대차의 옆에 설치되어있는 배터리에 충전을 목적으로 하는 발전기가 차륜 안쪽에 별도로 붙어 있는 벨트 회전 바퀴로 구동하는 방식이었으며. 화장실도 저장식이 아닌 비산식이었다. 1980년대부터서는 통일호 객차 추가 도입과 함께, 기존 통일호 객차의 개량 사업으로 인해 냉난방 설비가 설치되고, 대차에 설치되어 있는 배터리와 발전기를 탈거함으로써, 발전차에 의한 발전을 하게 되었다. 그리고 화장실도 기존의 비산식에서 저장식으로 개조하였다. 하지만 개량 사업을 하지 않은 객차는 비둘기호로 격하되었다. 그리고 직각형 무궁화호 일부 객차가 통일호로 격하되었다.
1999년 6월 1일경의 열차시간표개정으로 한국철도의 경부선, 호남선, 전라선, 중앙선, 영동선 등의 주요 간선 노선에서 운행되던 장거리의 급행 통일호는 공식적으로 은퇴하고, 그 시기를 기해 통일호는 특정 통일호라고 불리는 완행 통일호로 대부분의 열차편성이 개편된다. 또한 그로 인하여 통일호 특실, 별실,통일호 침대차도 폐지가 되어 통일호 특실,통일호 침대차는 철도차량기지에 유치만 되는 신세가 되고만다. 열차시간표개정이 실행된 이후에도 간혹 명절임시열차로 운행되기도 하였고 2001년 7월 15일 열차시간표개정까진 주말,공휴일에 1왕복씩 서울-부산의 경부선과 서울-목포의 호남선에 주말임시열차가 다녔지만 정기열차에서의 급행등급은 주요간선들에선 완전히 사라지게 되었다. 추석이나 설등 연휴에만 다니던 임시 급행 통일호도 2002년 추석을 끝으로 폐지되었다.
더 이전인 1980년대까지만 해도 통일호 식당차라는 것이 존재하였다. 그리고 주요간선의 급행 통일호가 다니던 시절에는 간혹 7300호대 디젤기관차를 총괄제어하였던 모습을 포함해 객차만 10량이상인 통일호장대열차들도 다녔었으며 1999년 6월 1일 열차시간표개정이 된 이후로는 주요간선에서의 급행 통일호는 사라졌지만 경춘선에선 통일호가 폐지되는날까지 특정 통일호라고 불리는 완행 통일호 한열차만 빼고 나머지의 통일호는 전산 통일호로 불려져 큰역에만 서는 급행열차의 명맥을 유지했다. 비둘기호가 대거 퇴역한 이후에도 급행열차로 다닌 일부 통일호는 전산 통일호란 이름으로 불리는 급행 통일호로 다녔고 완행 통일호인 특정 통일호와 제일 큰 차이점에는 특정 통일호는 비둘기호처럼 지정된 좌석이 없이 그냥 먼저 앉는 사람이 임자였지만 급행 통일호인 전산 통일호는 반드시 승차권을 소지하여 무궁화호나 새마을호등처럼 지정된 좌석에만 앉아서 가야하는 제일 큰 차이점이 있었다.
그렇게 서민들의 발이 되어주었던 통일호는 점차 객차의 노후화로 인하여 2004년 KTX의 개통 시점에 따라서 통일호는 완전히 퇴역하였으나 통일호 편성의 대부분은 무궁화호로 승격되었다. 그리고 폐지되면서 잔존하게 된 단거리 노선 편성은 통근열차로 이관되었다.

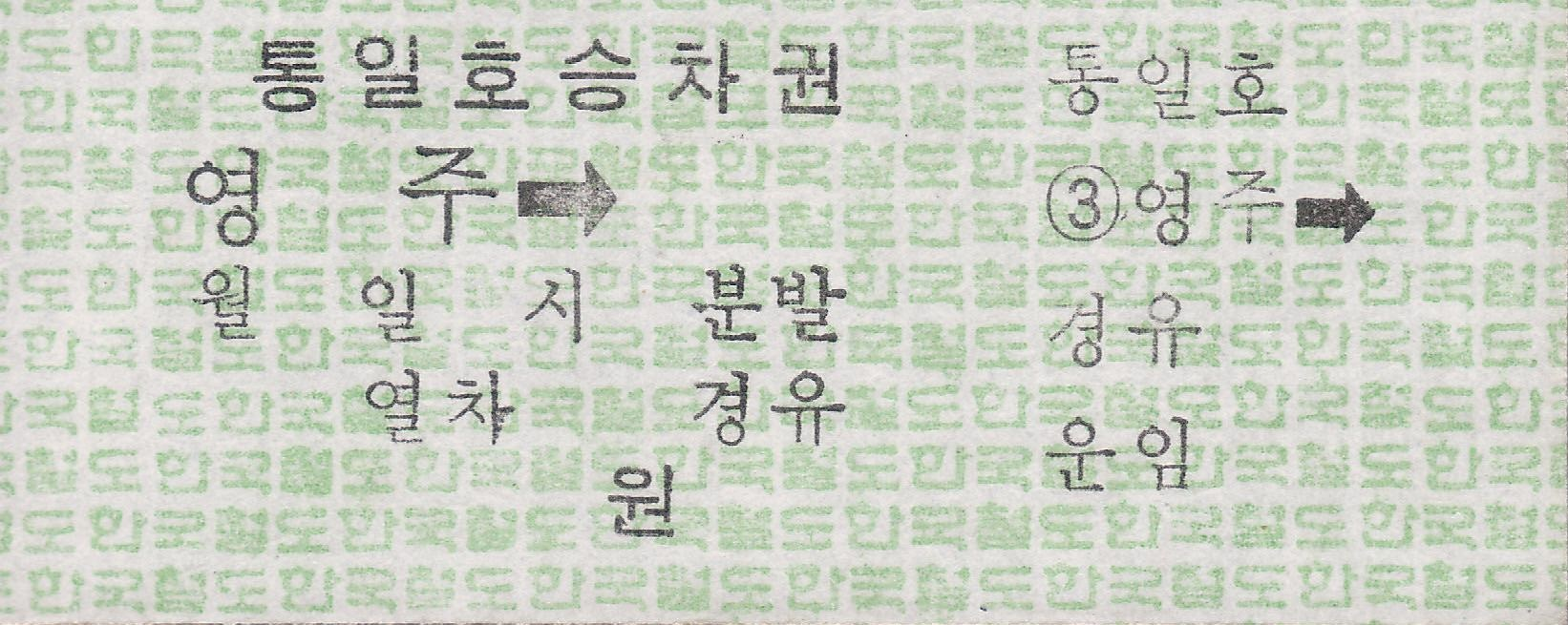
대한민국 철도청 시절의 통일호 승차권

## 차량

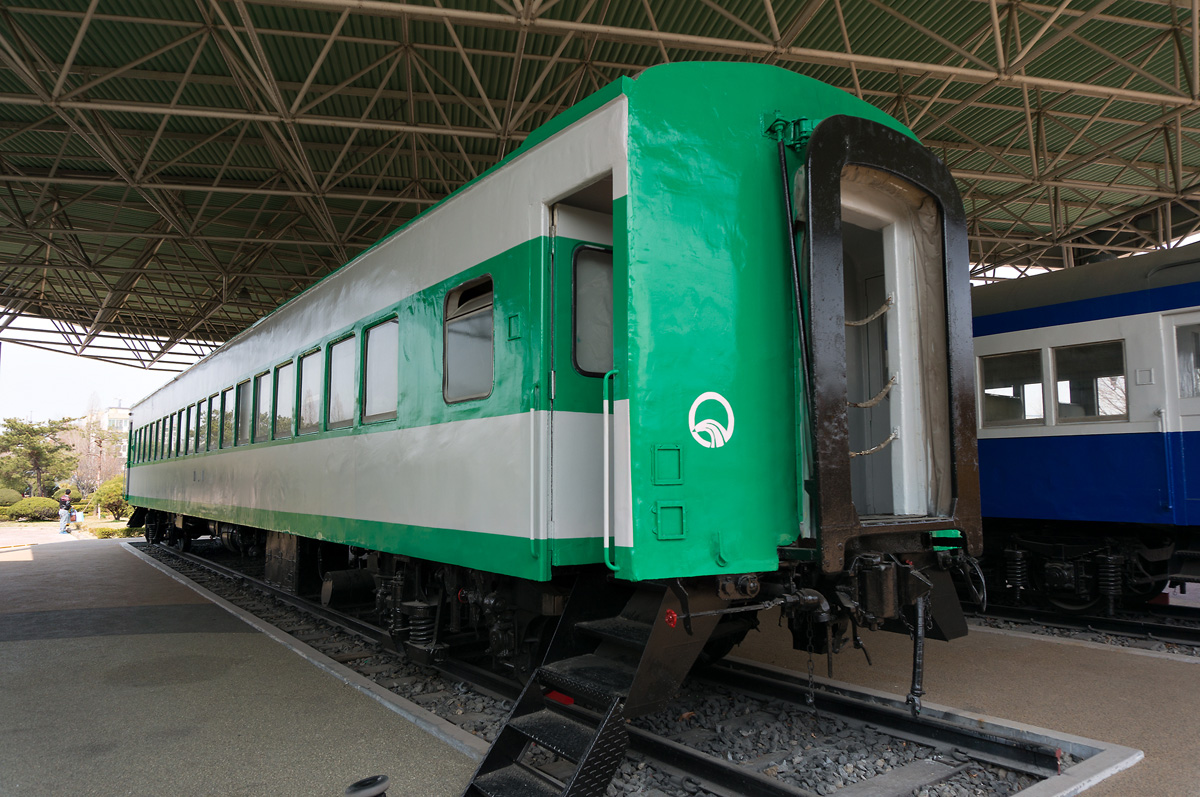
철도박물관에 전시 중인 통일호 객차 외부

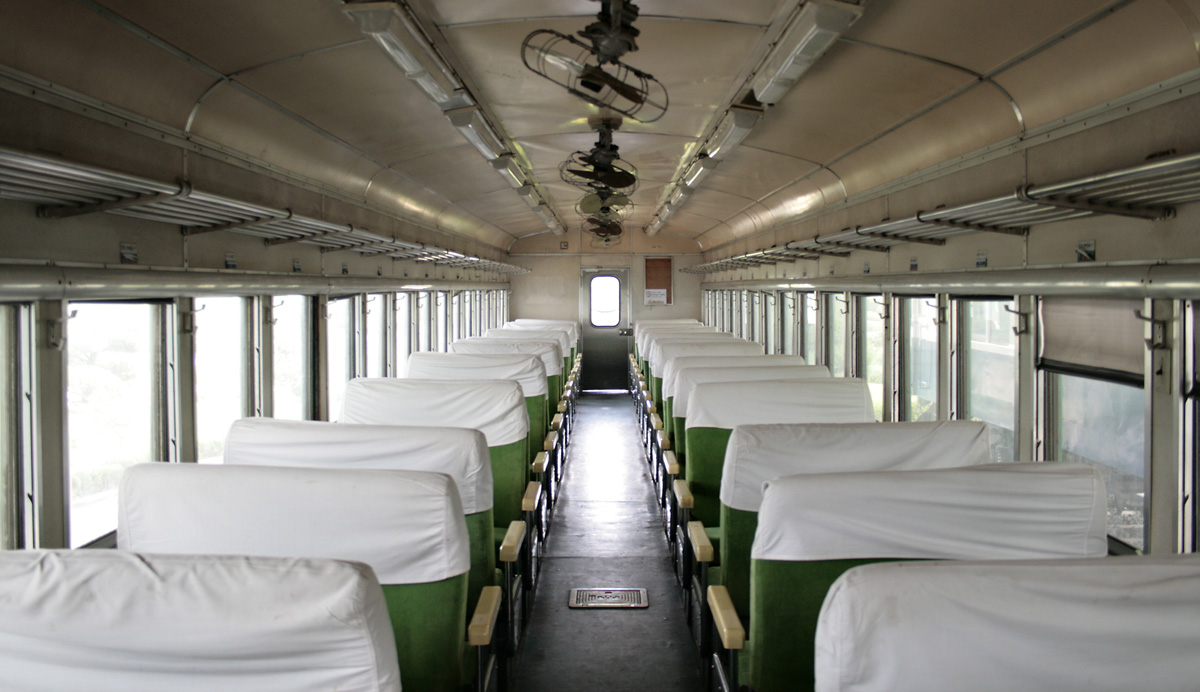
철도박물관에 전시 중인 통일호 객차 내부

통일호의 차대번호는 객차형은 13000번대로, 동차형은 9000번대로 배정받아 운행하였다. 가장 마지막까지 운행하던 통일호 객차 중 일반적인 형태의 객차는 대부분 1981년에 제작된 차량이었고, 노후된 무궁화호 객차를 격하 운용하였던 차종은 타이완 탕엥에서 1980년에 제작된 객차였다. 이 외에도 니가타 디젤 동차 등을 통일호로 운행하였던 사례도 있었으며, 중앙선에서 운행한 통일호 중 일부는 무궁화호로 운행하던 우등형 전기 동차 2개 편성(20량)을 1998년 12월부터 통일호로 격하 편성하기도 하였다. 또한, 2007년 12월 31일까지 정선선을 운행하던 통일호 객차는 1982년에 제작된 원조 새마을호 객차를 정선선 관광 전용으로 개조하여 운행하였다. 2006년 5월 4일 대전철도차량정비단에서 폐차 대기중인 통일호 객차가 폐차되었다.
1984년 개편 직후의 통일호 도색은 가장 위와 창문 아래 부분은 아이보리 색 계통으로, 창문 쪽과 가장 밑단 및 연결부위의 벽에는 초록색으로 도색하여 운행하였고, 1993년 통일호 도색은 위에는 노란색 중간에는 남색 밑에는 흰색도색으로 단계적으로 사용하기 시작하다가 1995년에 대한민국 철도청이 한국철도라는 명칭을 사용하면서 1996년부터 1999년 사이에 창문쪽에 초록색, 상단과 밑단이 회백색 계통의 CI도색으로 변경되어 운행하였다.
이후 일부 심하게 노후된 통일호 객차와 니가타 디젤 동차를 폐차하면서, 통근형 디젤 동차를 새로 제작하여 운행하였다. 객차형 통일호의 노후로 폐차가 진행되면서 등장한 통근열차는 동력형으로 설계됨에 따라 더 이상의 기관차 견인 객차형은 제작 및 운행하는 사례가 없었다. 2006년부터 통일호 등급으로 운행하던 통근형 디젤 동차는 경의선 및 경원선 연장 복선 전철화에 따라 운행 범위가 대폭 축소되면서 총 131량 중 104량이 무궁화호 동차 및 바다열차 등으로 개조되어 운행하게 되었다.

### 기본적인 외형의 통일호객차(원조 통일호)
이 객차의 사양은 1963년 11월에 일본 가와사키 중공업, 일본차량제조, 제국차량제조에서 객차를 수입하면서 등장하였고, 1981년까지 적용되었다. 1965년에는 철도청 인천공작창에서 제작되었고, 1970년대에는 대우중공업의 전신인 한국기계공업주식회사에서 제작되었으며, 1981년에는 대한조선공사, 현대정공, 대우중공업에서 제작되었다. 창문은 한 쪽으로 18칸의 객실 창문이 정사각형으로 있었고, 2중으로 설치되었다. 창문 개방은 가장 아래에 위치한 개방 장치를 두 손으로 잡으면서 위로 끌어올려 개방이 가능하였고, 화장실과 세면장 창문은 상부 개폐가 가능한 불투명 유리로 되어 있었다. 내부 시설 면에서 일반실 기준으로 좌석은 72인승으로, 등받이만 앞 뒤로 전환이 가능하였고, 세면대와 동양식 화장실을 설비하였다. 조명은 객실에는 형광등 돌출형 직접조명 방식을, 승강대와 화장실 및 세면장에는 백열등을 설비하였다. 세면기와 화장실 변기는 초창기에는 흰색 사기 재질이었다가 화장실 개량 사업을 통해 스테인리스 재질로 변경되었고, 분뇨를 밖으로 배출하는 비산식은 2000년대 들어 정화조 저장식으로 개조되었다. 개조 전의 냉방기는 천장에 설치된 선풍기였고, 그 당시는 창문을 열고 닫을 수 있었다. 난방은 별도의 난방차에서 공급되는 스팀을 난방관으로 공급받아 이루어졌다. 1985년 이후로 객차 개량 사업이 추진되어 대한조선공사에서 순차적인 냉방개조가 이루어지면서 전기식 냉난방기가 설비되었고 이에 따라 창문은 개방이 불가능하게 변경되었다. 이에 따른 전력 소모량이 증가하여 객차 발전 방식의 변경도 불러왔다. 냉방개조 전에는 객차 아래마다 자체적으로 설치된 발전기와 축전지로 객차의 전원을 공급하였으나 냉방 개조가 이루어지면서 발전기와 축전지는 철거되었고 별도의 발전차가 편성되어 운행하였다. 차양막은 위에서 끌어내리는 식이었고 승객의 편의에 따라 차양막의 위치를 단계별로 설정할 수 있었다. 대차에 있어서는 HHBT형 양압식 답면 제동의 프레스강 용접대차를 적용하여 승차감은 좋지 않았다. 대차의 최대 안전속력은 120km까지 낼 수 있는 정도였다.

### 구형무궁화호격하 차량
좌석 형태, 착석 가능인원(72인승), 대차, 화장실 오물처리 방식 및 조명방식 등은 모두 일반적인 통일호 객차와 동일하다. 그러나 이 객차는 우등열차로 등장했던 만큼 몇 가지의 큰 차이점이 있다. 가장 큰 차이로는 일반 통일호 객차에는 없었던 전기식 냉난방기가 기본 사양으로 되어 있었다. 창문은 일반 통일호와는 달리 직사각형의 대형 복층식 전망창으로 한 쪽으로 9칸이 설비되어 있었고, 세면실 창문은 불투명한 유리를 쓴 직사각형 창문을 설비하였고, 화장실 창문은 작은 직사각형 창으로 되어 있었다. 차양막은 커튼이 사용되었으며 화장실 변기는 원래부터 스테인리스 재질로 되어 있었고, 일부 객차는 서양식 변기를 설비하였다.

### 침대객차
1999년 6월 1일의 열차시간표개정으로 모두 사라졌다. 무궁화호의 침대 객차와 유사한 형상이었으나 플라스틱 칸막이 없이 커튼으로만 칸을 구분하는 형태였으며 상대적으로 노후도가 심한 차량이 통일호에 편성되었다. 당시에도 침대 하단의 할증료와 운임을 더하면 새마을호 일반실의 운임과 비슷한 수준이었다.

### 특실객차
1999년 6월 1일의 열차시간표개정으로 침대 객차와 함께 사라졌다. 총좌석은 64석인 차량이 많았으며 제일 편한 특실은 56석인 차량도 있았다. 특실 객차가 다니던 시절엔 통일호도 주요간선급행열차에 별실등을 운용하는 차량도 있었으나 특실 객차가 폐지됨에 따라 자연히 없어졌다. 더 이전인 1980년대만 해도 통일호 식당차라는 것이 존재했었다. 운임은 기존에 통일호의 일반실객차운임에 1200원 가량을 더 지불하였으며 좌석이 구특전 무궁화호와 유사해 상당히 안락했었고 입석을 받지않았다.

### 보존
- 13069호 : 의왕철도박물관에 보존 중이며, 무궁화호 도색을 하고 있으며, 무궁화 휴게실이라는 이름으로 운영 중 현재는 통일호 후기도색으로 재도색 되었고 내부도 리모델링을 했는지 책을 들여놨다.
- 13101호 : 의왕철도박물관에 보존 중이며, 1965년 경량화 객차 시범사업으로 제작되었다.
- 13716호 : 대전철도차량정비단에 보존 중이다. 1981년에 제작되어 2004년 11월 10일 운행이 중단된 후 2005년 12월부터 2010년 12월까지[14], 서울태강삼육초등학교에서 영어 학습장으로 활용되었다.
- 차호 미상 5량 : 섬진강 기차마을에 야외 전시중이다.
- 차호 미상 0량: 영화 판도라 부산역 장면에서 무궁화호 도색된 통일호 객차가 다른 정상적 무궁화 객차와 함께 편성되어 있는 장면이 있다.즉 병력수송용 등의 예비차량이거나 동태보존된 차량임을 의미.

## 운행 계통

### 주요 운행 구간
- 서울-온양온천
- 천안-대전
- 천안-김천
- 대전-김천
- 김천-경산
- 김천-동대구
- 대구-마산
- 서울-익산
- 부전-청량리
- 조치원-제천
- 김천-점촌
- 대전-목포
- 대전-광주
- 익산-여수엑스포
- 청량리-원주
- 영주-강릉
- 동해-강릉
- 제천-영주
- 동대구-포항
- 동대구-부산
- 포항-태화강
- 태화강-부산
- 월내-부산
- 경주-월내
- 기장-부산
- 구포-기장
- 포항-제철
- 의정부-신탄리
- 의정부-동안
- 서울-도라산
- 청량리-춘천
- 서울-의정부
- 민둥산-구절리
- 부산-진주
- 부전-목포
- 마산-순천
- 순천-목포
- 순천-광주
- 여수엑스포-목포
- 마산-진해
- 임실-군산

운행 노선

## 과거 운행 노선(객차형 통일호)
- 경부선
- 경원선
- 경의선
- 경전선
- 동해선
- 경북선
- 경춘선
- 광주선
- 호남선
- 전라선
- 장항선
- 충북선
- 중앙선
- 영동선
- 태백선
- 정선선
- 진해선

## 같이 보기
- 통근열차